# Willy DeVille
Willy DeVille (Stamford, 25 de agosto de 1950 – Nova Iorque, 6 de agosto de 2009) foi um cantor e compositor norte-americano.

## Discografia parcial
Com Mink DeVille:
- 1977: Cabretta (in Europe); Mink Deville (in the U.S.) (Capitol)
- 1978: Return to Magenta (Capitol)
- 1980: Le Chat Bleu (Capitol)
- 1981: Coup de Grâce (Atlantic)
- 1983: Where Angels Fear to Tread (Atlantic)
- 1985: Sportin' Life (Polydor)

Como Willy DeVille:
- 1987: Miracle (Polydor)
- 1990: Victory Mixture (Sky Ranch) 1990 (Orleans Records)
- 1992: Backstreets of Desire (Fnac Music) (Rhino, 1994)
- 1993: Willy DeVille Live (Fnac Music)
- 1995: Big Easy Fantasy (New Rose)
- 1995: Loup Garou (EastWest) (Discovery, 1996)
- 1999: Horse of a Different Color (EastWest)
- 2002: Acoustic Trio Live in Berlin (Eagle)
- 2004: Crow Jane Alley (Eagle)
- 2008: Pistola (Eagle)